# Port lotniczy Whakatane
Port lotniczy Whakatane (IATA: WHK, ICAO: NZWK) – port lotniczy położony w Whakatane, w prowincji Zatoka Obfitości, w Nowej Zelandii.